# مسير خليوي

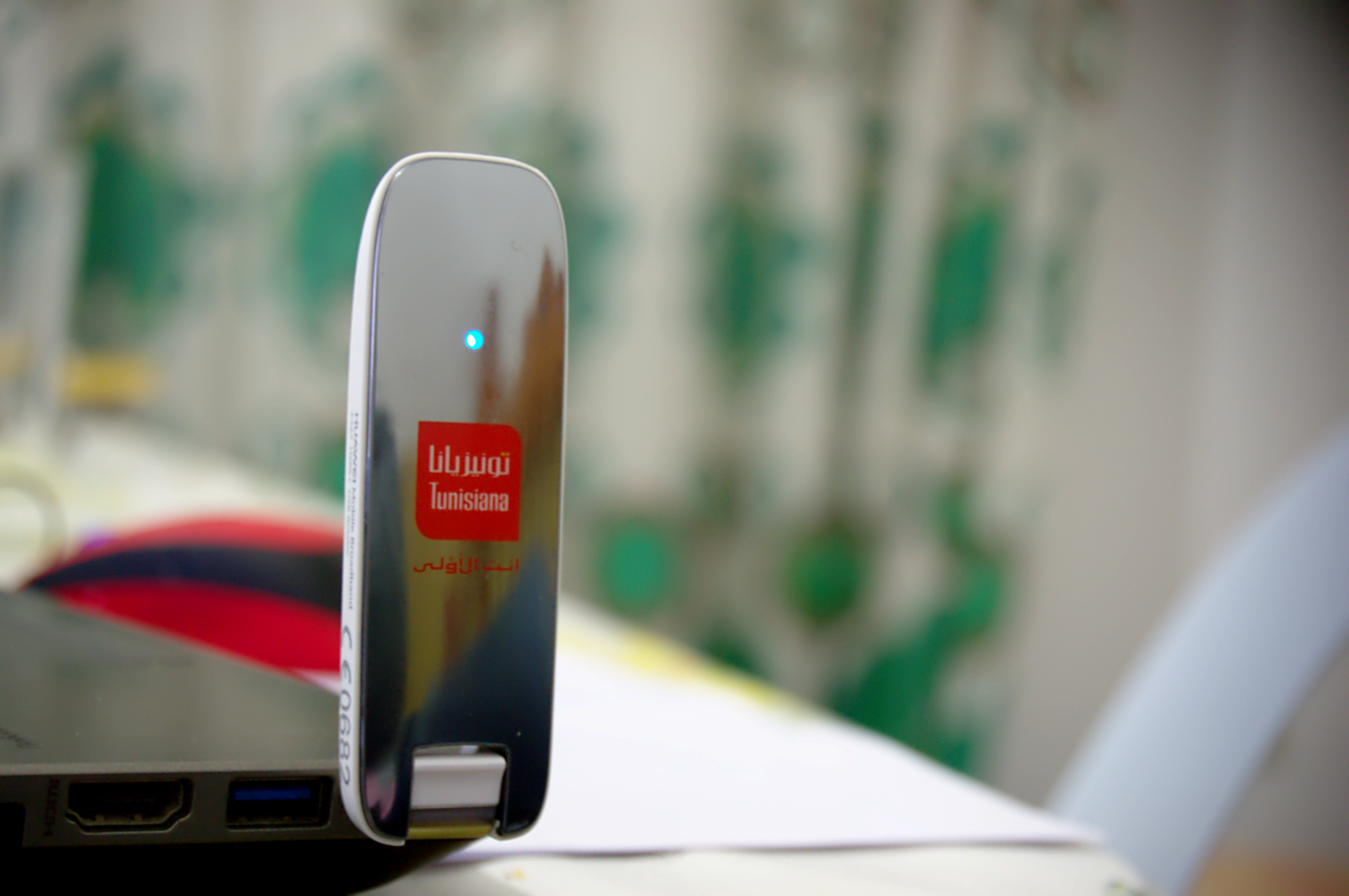
مفتاح من صنع شركة خواوي الصينية يوفر خدمة إنترنت 3G من شركة تونيزيانا.

جهاز التوجيه الخليوي (Cellular routers) هو الموجهات التي توفر الوصول المشترك الإنترنت من خلال دمج مودم البيانات الخلوية وتوفير واجهات التقليدية مثل
إيثرنت وواي فاي.
يمكن نشرها على أنها وصلة الشبكة الواسعة الأولية إلى موقع حيث الاتصالات السلكية ليست فعالة من حيث التكلفة، يمكن أن تستخدم أيضا إلى خطة استمرارية ثانوية أو
للأعمال، أو يمكن استخدامها في السيارات المتحركة لتوفير الوصول إلى الإنترنت بينما في الحركة. الموجهات الخلوي تتراوح من أجهزة الشبكة سوهو البسيطة من خلال وحدات

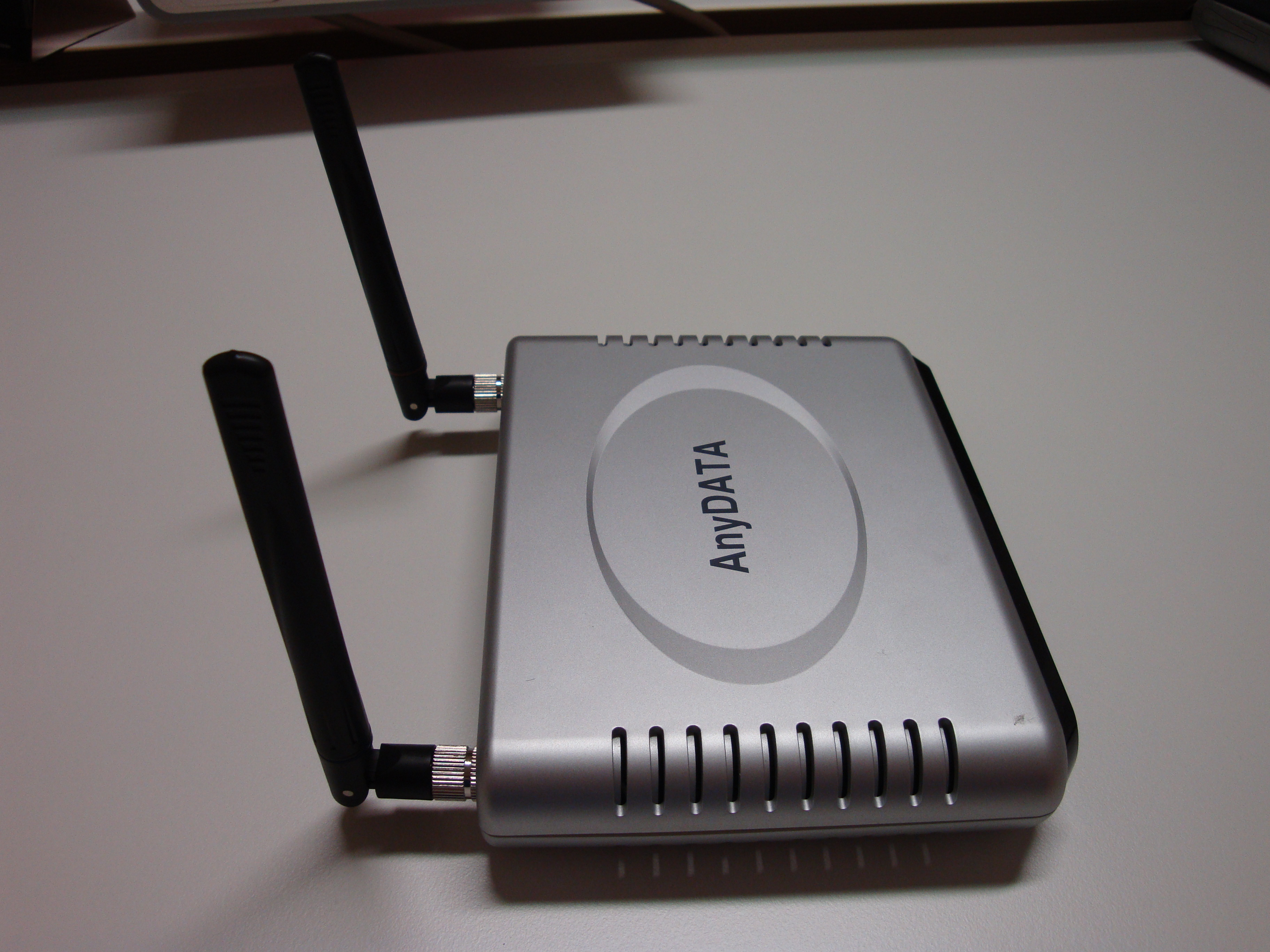
جهاز التوجيه الخليوي من HSDPA

صناعية ومع الميزات المتقدمة.

## الأنواع
هناك نوعان:
- المضغوط: المودم الخليوي وجهاز التوجيه هي نفس الجهاز. وتسمى أيضا «مدمج» أو «جزءا لا يتجزأ من» الموجهات الخلوية.
- وحدات: يمكن توصيل المودم الخليوي إلى جهاز التوجيه. وتسمى أحيانا «الانزلاق» الأجهزة إذا كان هناك وعاء لبطاقة البيانات الخلوية. وهناك أنواع أخرى تسمح لمودم لاسلكي USB بالتوصيل بها.